# Gerrit Bolhuis

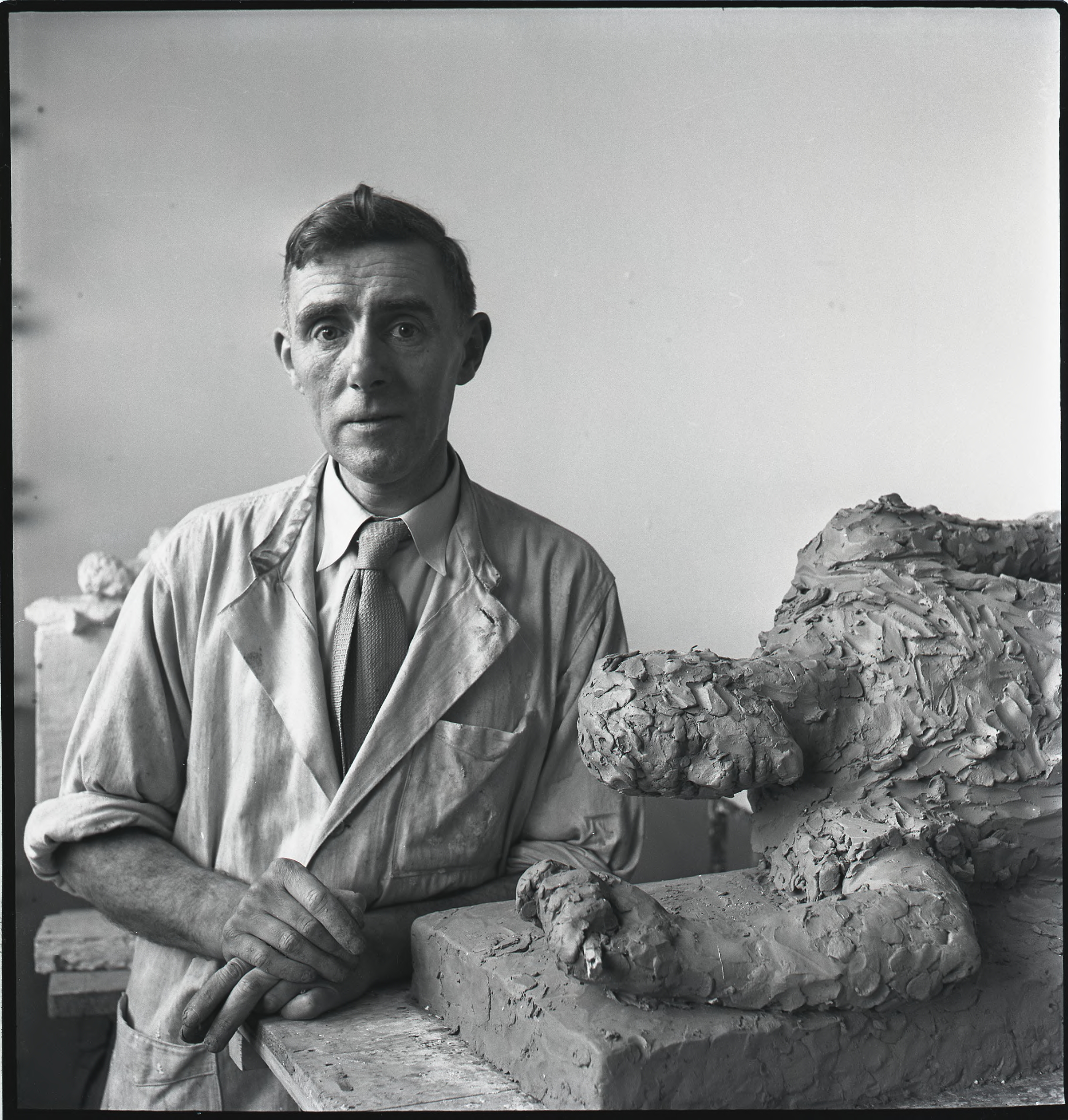
Bolhuis (foto Emmy Andriesse)

Gerrit Bolhuis (Amsterdam, 23 juni 1907 - aldaar, 19 november 1975) was een Nederlandse beeldhouwer.

## Leven en werk
Bolhuis volgde een opleiding aan de Kunstnijverheidsschool Quellinus Amsterdam en studeerde van 1928 tot 1930 eerst twee jaar tekenkunst en vervolgens van 1930 tot 1934 beeldhouwkunst bij Jan Bronner en Hendrik Adriaan van der Wal aan de Rijksakademie van beeldende kunsten in Amsterdam. Hij was de favoriete leerling van Bronner en in 1934 de winnaar van de Prix de Rome. Met het jaargeld van de Prix de Rome verbleef hij met zijn echtgenote, de kunstenares Annetje Meijs, drie jaar in Rome (het Nederlands Historisch Instituut) en in Parijs (het kunstenaarscomplex Cité Fleurie). Bolhuis vestigde zich na terugkomst in Nederland weer in Amsterdam, waar hij zijn hele leven zou blijven wonen. In 1938 meldde hij zich als lid bij de Amsterdamse afdeling van de Nederlandse Kring van Beeldhouwers, waar zijn lidmaatschap evenwel werd afgewezen. Zijn afwijzing leidde tot het zogenaamde "Bolhuis-incident", nadat zeven leden (onder wie John Rädecker en Han Wezelaar) hun lidmaatschap hadden opgezegd. Uiteindelijk kon Bolhuis toch toetreden en verkreeg hij nog vele opdrachten via de Kring Amsterdam. Hij was de gedoodverfde opvolger voor de positie van Bronner, maar werd in 1947 voor de post gepasseerd.

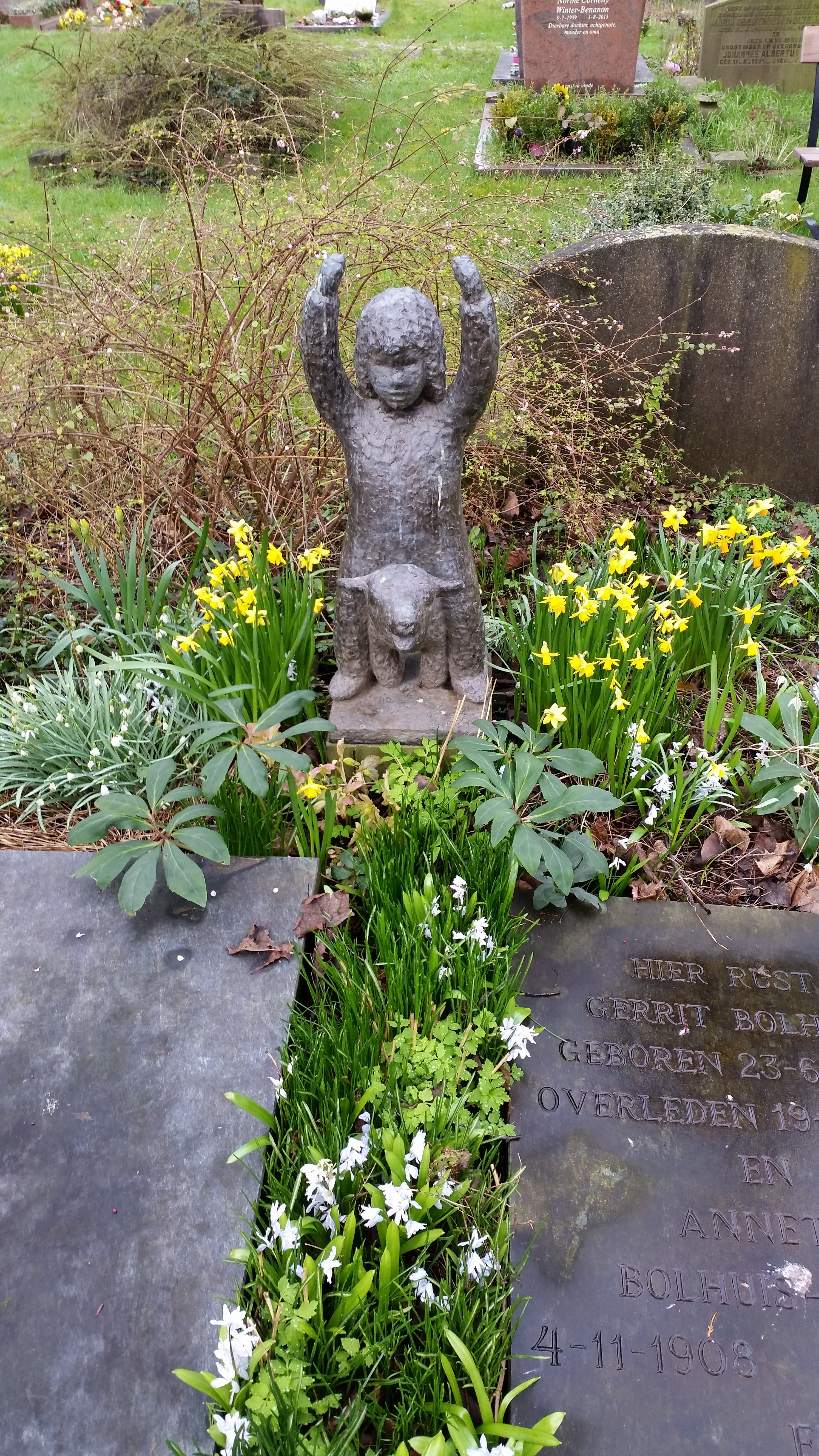
Beeld nabij Gerrits graf (februari 2020)

Na de Tweede Wereldoorlog maakte hij verzets- en bevrijdingsmonumenten in Winterswijk, Epe, Beverwijk en Amsterdam.
Hij was zoon van zilversmid Jacobus Johannes Bolhuis en Anna Hendrika Koedijk. Hijzelf was getrouwd met Annetje Meijs. Bolhuis overleed in 1975 en werd begraven op de Nieuwe Oosterbegraafplaats in Amsterdam. In het graf liggen ook zijn vrouw en kleinzoon Sander Bolhuis (1976-2009); nabij het graf staat een beeld van Gerrit. In 2009 werd in museum Beelden aan Zee in Scheveningen een overzichtstentoonstelling gewijd aan zijn werk, Gerrit Bolhuis (1907-1975).

## Werken (selectie)
- Monument voor de Gevallenen (1945), Mevr. Kuipers-Rietbergplein in Winterswijk
- Bevrijdingsmonument (1948), Sweerts de Landaspark in Epe
- Oorlogsmonument (1949), Westerhoutplein in Beverwijk
- Vrouw met kruik (1950-1952), Gibraltarstraat in Amsterdam
- Fusillade of De Gevallen Hoornblazer[4] - monument voor gefusilleerden (1954), Eerste Weteringplantsoen in Amsterdam
- Plaquette voor Tante Riek - met een reliëf van Helena Theodora Kuipers-Rietberg (1955), Willinkstraat in Winterswijk
- Monument voor 'Tante Riek' (1955), Mevr. Kuipers-Rietbergplein in Winterswijk
- Hurkende vrouw met kruik (1955), Oosterpark in Groningen
- Man met kalf (1955), Clarissenbolwerk in Alkmaar
- Bokkenrijder (1957), Oosterpark in Amsterdam
- Monument Stavenisse - Watersnood van 1953 (1958), Provinciale Weg tussen Stavenisse en Sint-Maartensdijk
- Willem de Zwijger (1959), oorspronkelijk te Willemstad (Curaçao), in 2014 herplaatst op de KMA te Breda
- Bonifatius (1962), Bronlaan in Dokkum
- Jongen met vis (1962), Nagelerweg in Emmeloord
- Moeder en kind (1965), De Gasperilaan in Utrecht
- Schaapjes (1966), Osdorpplein in Amsterdam
- Spelende kinderen - De engeltjes (1967), De Nieuwe Ooster in Amsterdam
- Balspeler (1969), Teylingerweg in Vogelenzang (Bloemendaal)
- Schaap met vijf poten (1969), Botteskerksingel in Amsterdam
- De Veenarbeider (1973), Eerste Kruisdiep in Nieuw-Weerdinge
- Schaap, IJmuiden

## Fotogalerij

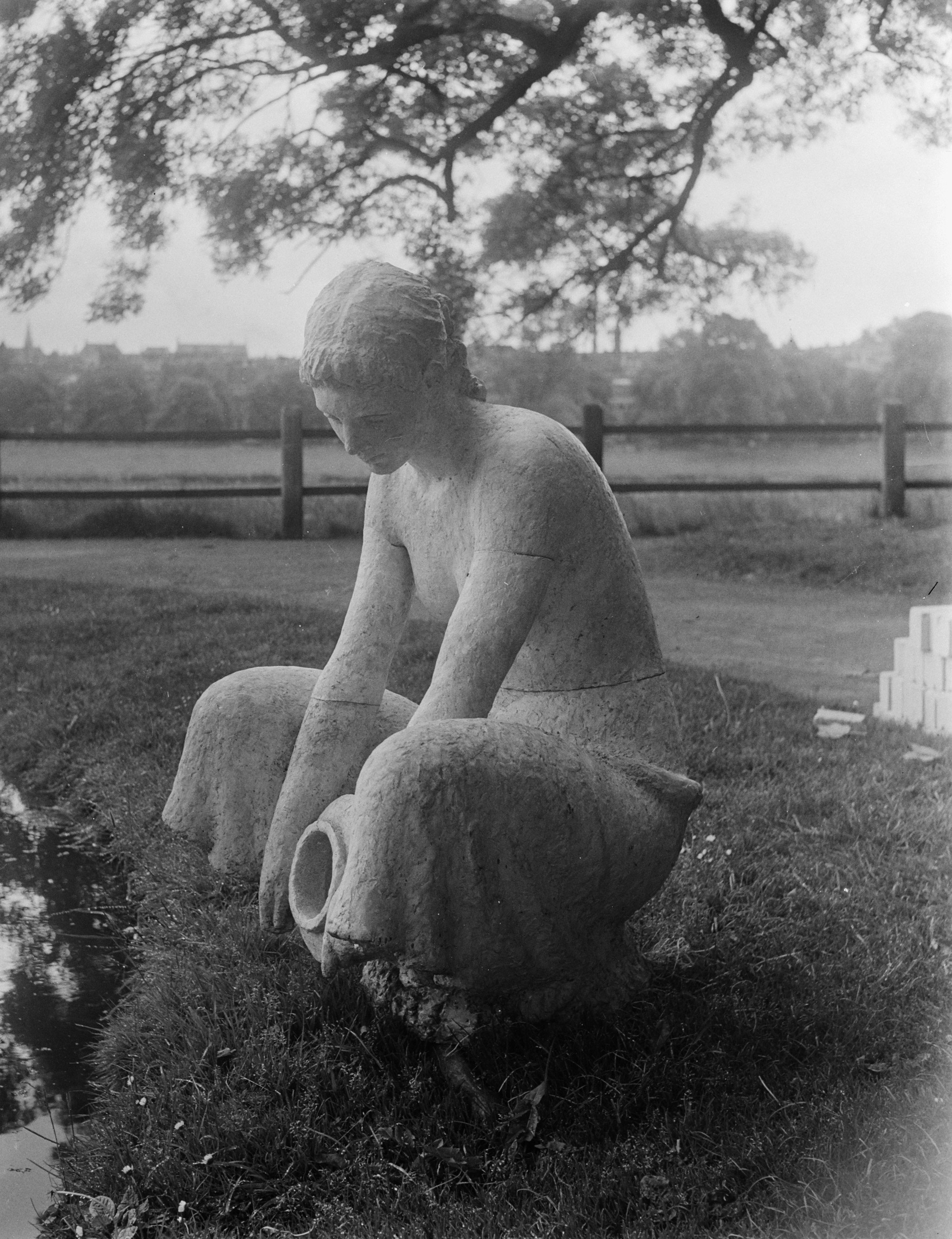
Hurkende vrouw met kruik, tijdens Sonsbeek '52
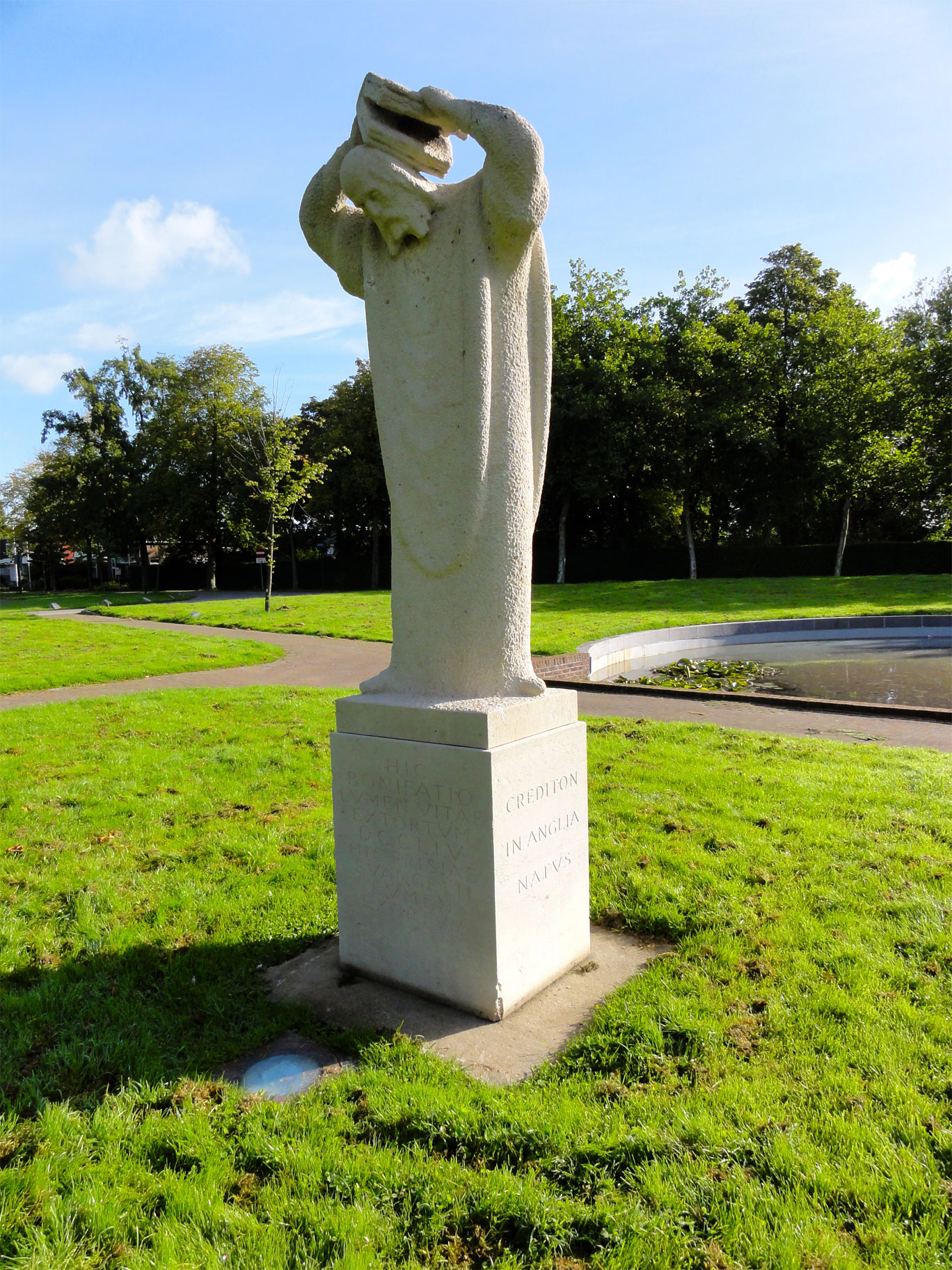
Bonifatius, Dokkum
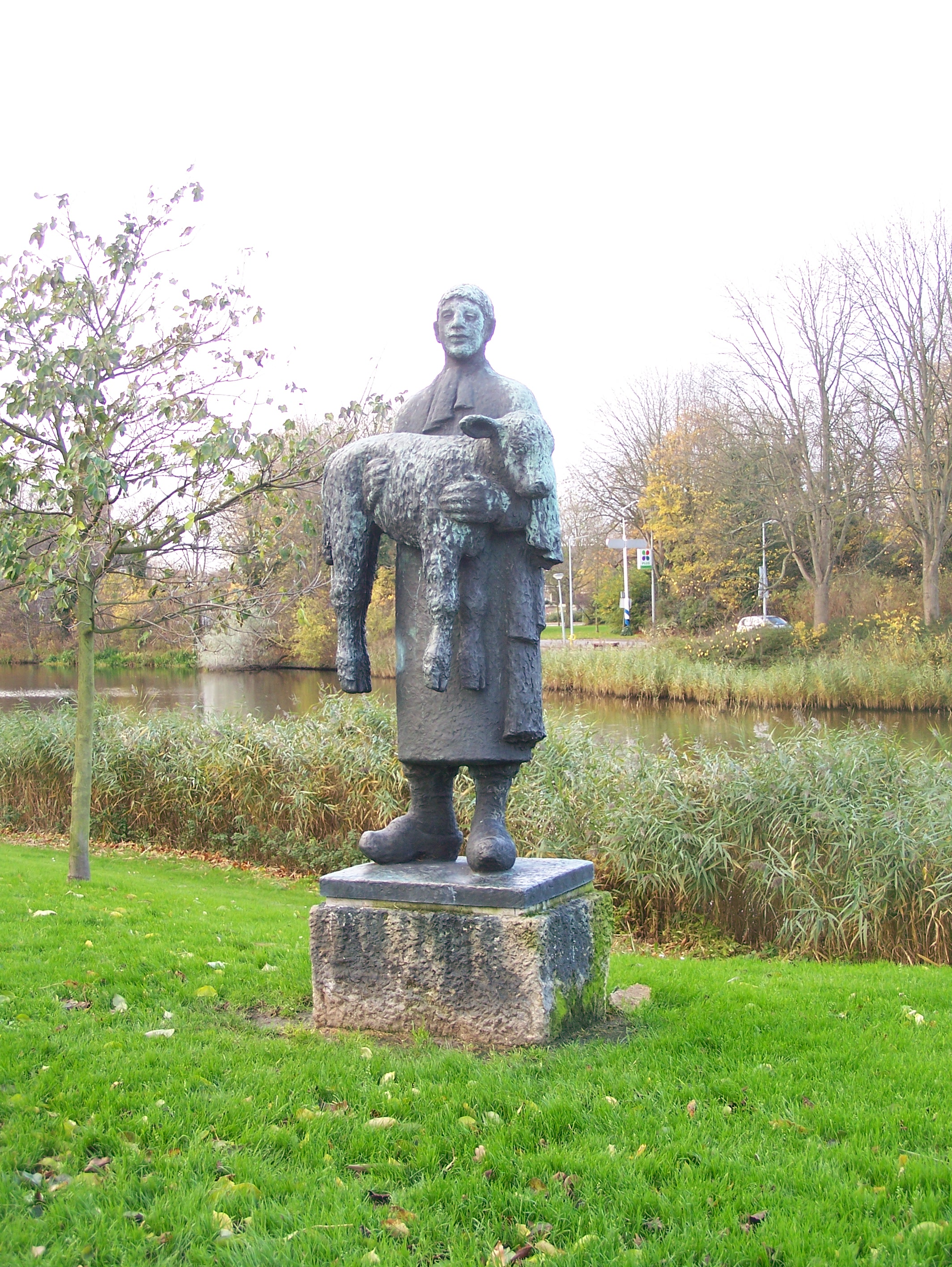
Man met kalf, Alkmaar
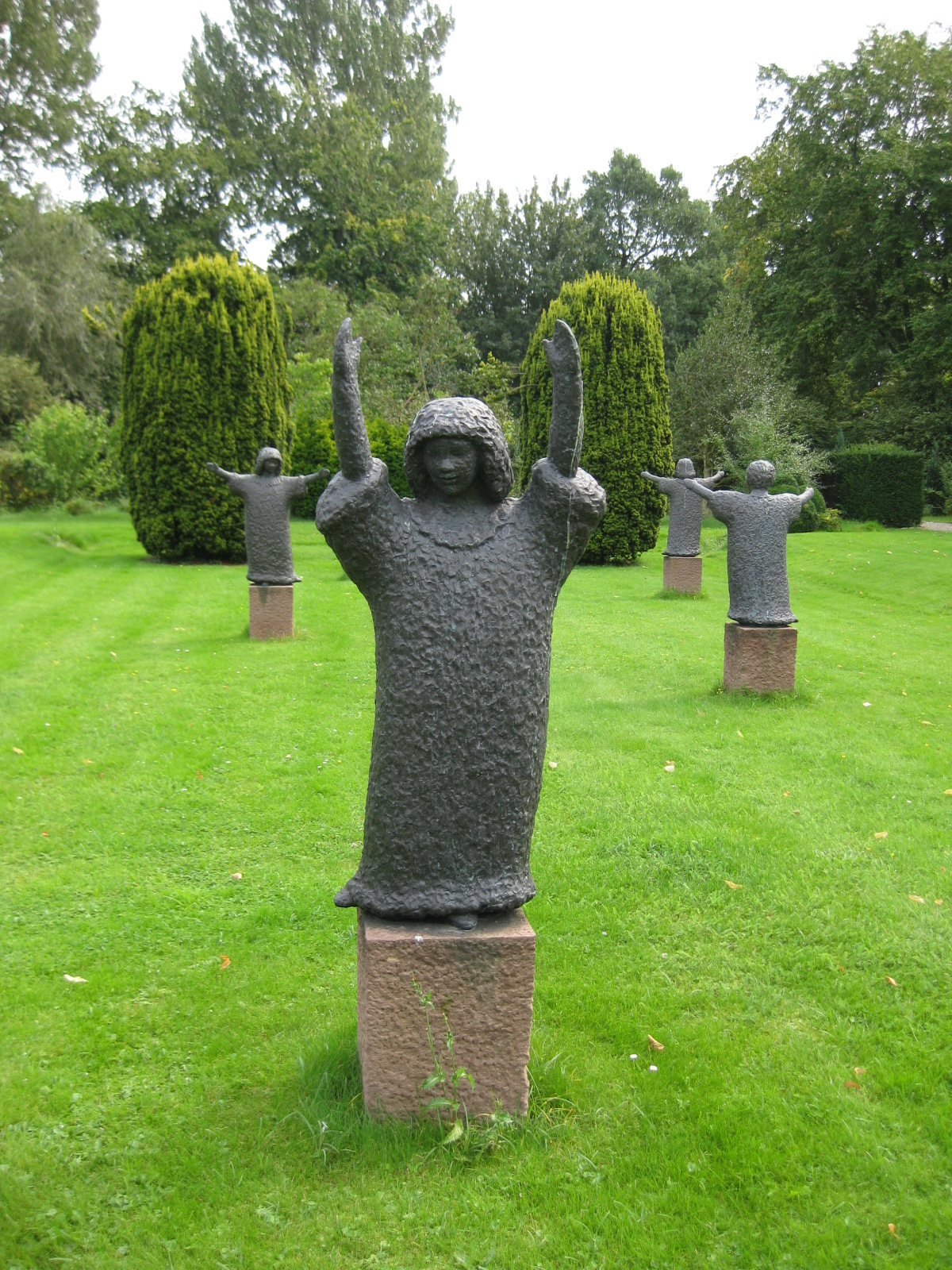
Spelende kinderen, Amsterdam
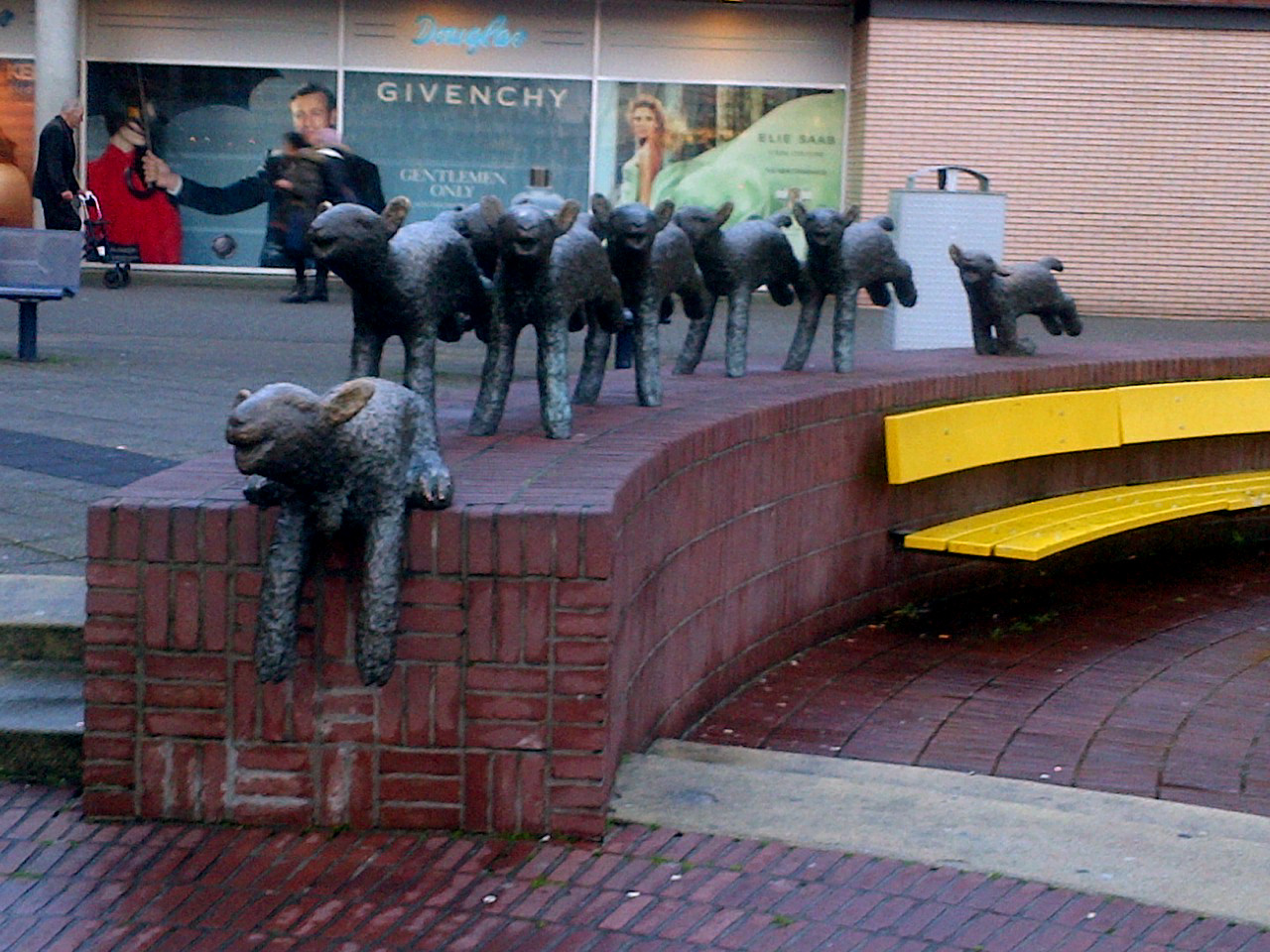
Lammetjes Osdorpplein, Amsterdam
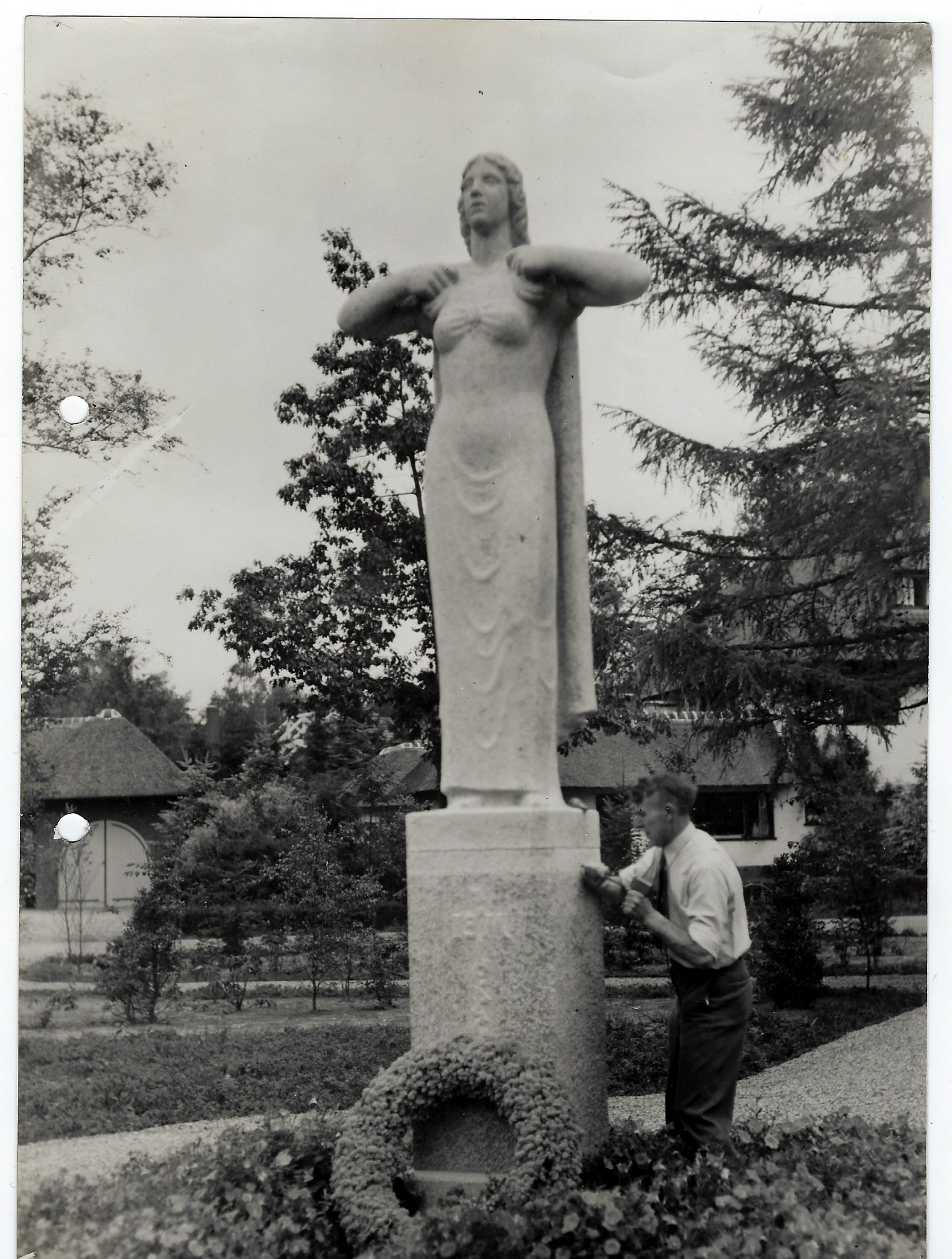
Bevrijdingsmonument, Epe